# Rompope

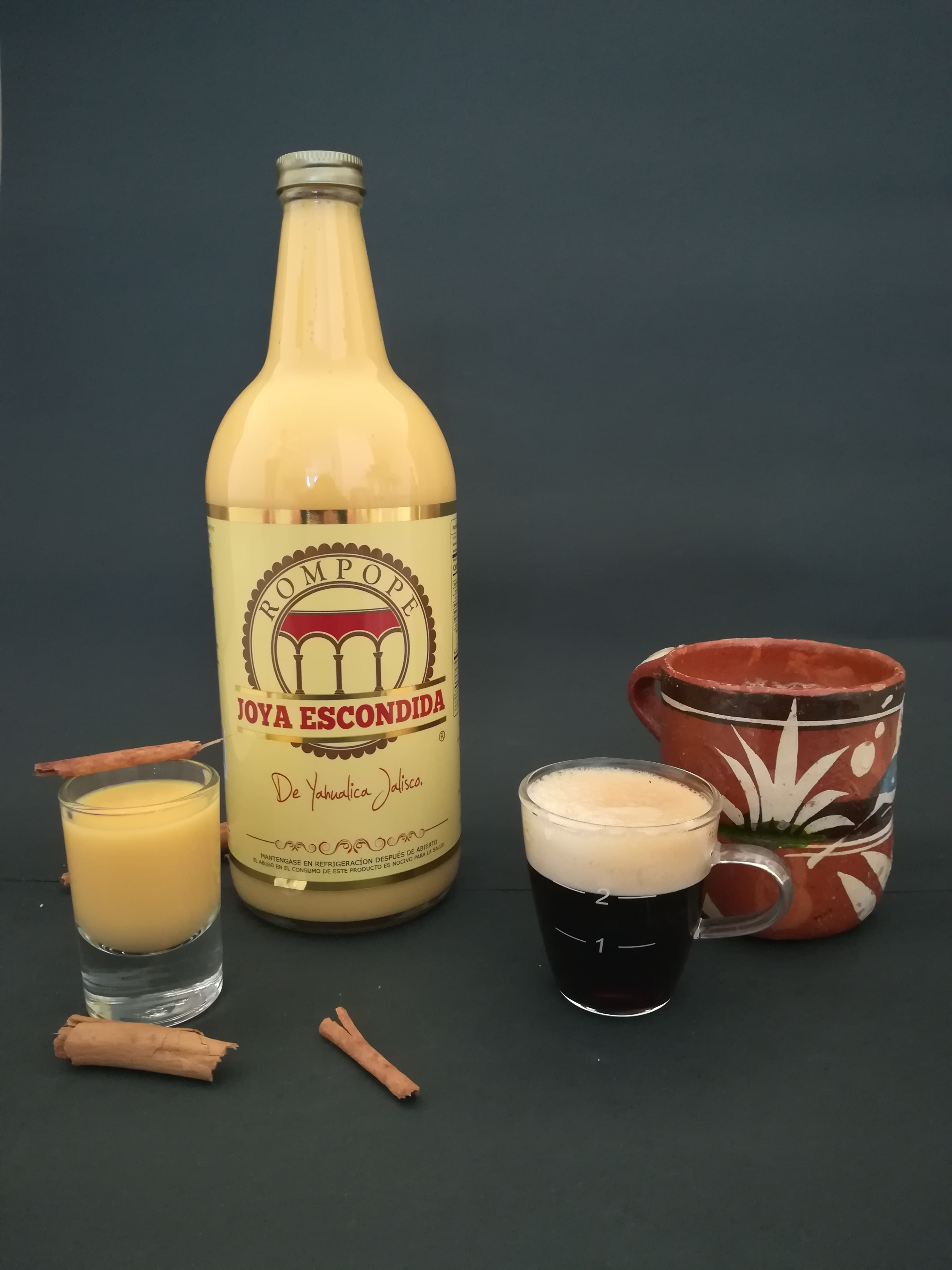
Rompope preparado comercialmente acompañado de café

El rompope es una bebida parecida al ponche de huevo hecha con huevos, leche y vainilla. Las yemas de huevo imparten un tono amarillo a la bebida emulsionada.
Es una bebida tradicional conocida como tal en Belice, Costa Rica, Ecuador, El Salvador, Guatemala, Honduras, Nicaragua y México, donde fue elaborado originalmente en los conventos de la ciudad de Puebla. 
En Centroamérica —especialmente en El Salvador, Guatemala y Honduras—, también existe una bebida similar conocida como rompopo. Por ejemplo, Salcajá (Guatemala) ofrece una versión conocida de esta bebida de rompope. En Sudamérica, Chile tiene, entre sus bebidas más populares, al rompón y el cola de mono, haciéndolo oscuro en lugar de amarillo, pero también contiene los otros ingredientes que se encuentran comúnmente en el rompope.

## Historia

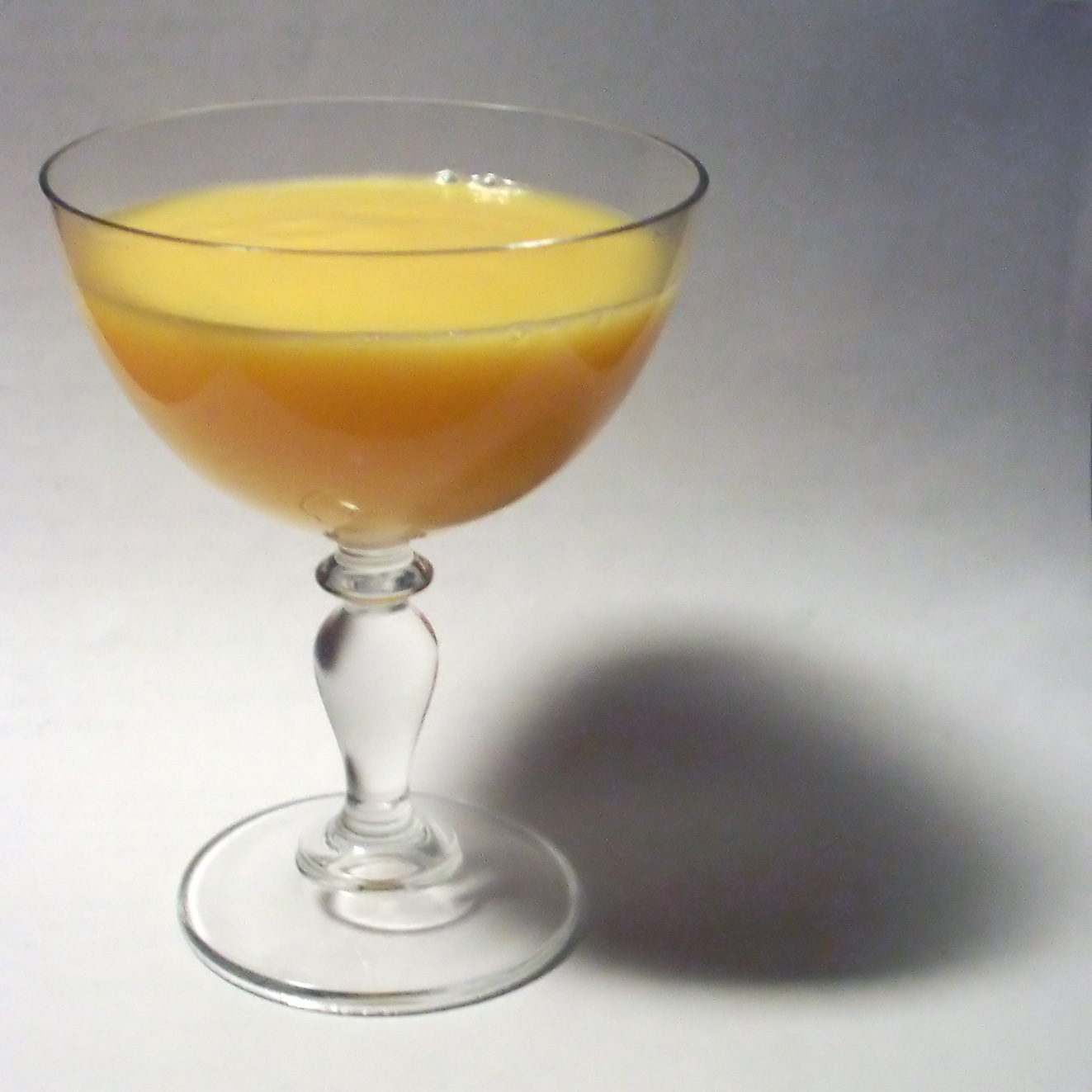
Rompope

El rompope es una de las muchas versiones de las variadas combinaciones de yema de huevo, leche, azúcar y bebidas alcohólicas que se utilizan tradicionalmente para muchas celebraciones en América, principalmente en México. Otras versiones conocidas de estas variadas combinaciones incluyen el advocaat holandés, el ponche de huevo inglés (un descendiente de la mezcla de leche y jerez llamada «posset») y el ponche de huevo estadounidense (elaborado con ron o bourbon), los cuales también son similares al rompope. Hay diferentes parientes cercanos del rompope en varios países (donde las bebidas alcohólicas locales se incorporan a la mezcla), pero en México, el rompope se convirtió en una bebida muy conocida y popular. El rompope mexicano sigue siendo la corriente principal entre los lugareños, y hay varias marcas comerciales populares de esta bebida ampliamente disponibles en los mercados internacionales.
El rompope mexicano es típico de las recetas que salieron de los conventos durante la época colonial. Los conventos eran los lugares que regularmente recibían a autoridades eclesiásticas y personalidades del gobierno. Las monjas clarisas capuchinas alojaban a figuras importantes de la sociedad y solían prepararles platillos y bebidas, entre ellas el rompope. Utilizaban canela, huevos y azúcar para preparar la bebida, pero ellas nunca la probaban.
Según una leyenda, una mestiza de nombre Eduviges, que ya había hecho sus votos, aprendió muy bien la receta y después, en el convento de los franciscanos en la ciudad de Puebla de los Ángeles, ella se volvió la encargada del rompope, y como lo probaba de vez en cuando para darle el sazón especial, le platicaba a las otras monjas del sabor suave y rico del rompope. Más adelante se las arregló para que el rompope se hiciera también para consumo de las hermanas.
El rompope solamente se fabricaba en los conventos. Como ya se había dado el primer paso y su sabor fue aceptado por las familias de las monjas, decidieron comercializarlo. De ahí, las monjas clarisas encontraron un buen sustento para la congregación.

## Rompón
El rompón es una bebida característica del archipiélago de Chiloé, en Chile, que es similar al rompope mexicano. Se prepara con una base de aguardiente, a la que se agrega leche, huevos, diversas esencias y clavos de olor. Actualmente, es común encontrarlo en Chiloé, sobre todo en la época de Navidad, como un sustituto local del colemono y otras preparaciones similares.